# Farmington (Connecticut)
Farmington é uma cidade localizada no Condado de Hartford, área central do estado de Connecticut, nos Estados Unidos da América. A população em 2005 era de 24.941 habitantes.